# Julia Lier
Julia Lier (Ludwigsfelde, 11 novembre 1991) è una canottiera tedesca, vincitrice della medaglia d'oro 4 di coppia a Rio de Janeiro 2016.

## Palmarès
- Olimpiadi

Rio de Janeiro 2016: oro nel 4 di coppia.
- Mondiali

Amsterdam 2014: oro nel 4 di coppia.
Aiguebelette-le-Lac 2015: bronzo nel 2 di coppia.
- Europei

Belgrado 2014: argento nel 4 di coppia.